# Ciril·làcies
Cyrillaceae és una família de plantes amb flor dins l'ordre Ericals. Són plantes natives de les regions de clima temperat càlid a tropical d'Amèrica del Sud. Consta de dos gèneres cadascun amb una sola espècies: Cyrilla racemiflora i Cliftonia monophylla.
Anteriorment molts taxonomistes incloïen un tercer gènere, Purdiaea, dins aquesta família, però, per la recerca, s'ha comprovat que és millor posar aquest gènere en la família estretament relacionada Clethraceae.